# Colectivo Coffee Roasters
A Colectivo Coffee Roasters é uma torrefadora de cafés especiais com sede em Milwaukee, Wisconsin. Até julho de 2013, a empresa era conhecida como Alterra Coffee Roasters. A Colectivo torra seu café e fabrica todos os seus produtos alimentícios em Milwaukee e é conhecida em todo o país como fornecedora de café no atacado.
Em 28 de julho de 2013, a Alterra anunciou uma mudança de marca para o novo nome Colectivo Coffee. A marca Alterra Coffee foi vendida para a Mars, Inc. em abril de 2010. A marca Alterra Coffee foi posteriormente vendida para a Lavazza como parte da venda do negócio de bebidas da Mars para a Lavazza em 2018.

## História
A empresa foi fundada em 1993 por Lincoln Fowler, Ward Fowler e Paul Miller. Atualmente, há 20 locais de propriedade e operados pela Colectivo nas Regiões Metropolitanas de Milwaukee, Madison e Chicago.
A Alterra Baking Company (agora Troubadour Bakery) foi criada em 1999 e, em 2007, mudou-se para um novo local no Humboldt Boulevard, no bairro Riverwest de Milwaukee, juntamente com a torrefação. Em 2012, uma nova padaria foi construída no bairro de Bay View, em Milwaukee. A torrefação e a sede do Colectivo permanecem no Humboldt Boulevard. Em 2010, a Mars Incorporated adquiriu os direitos do nome Alterra Coffee Roasters. A Mars usa a marca em seus pacotes de café de dose única para as cafeteiras do escritório de Flavia. A própria Alterra, sediada em Milwaukee, permaneceu local e continuou a usar o nome e adquiriu recursos para se expandir.
Em 2017, o Colectivo se expandiu para incluir vários locais em Chicago, começando pelos bairros de Lincoln Park e Logan Square. Em 2018, o Colectivo também adicionou um local no subúrbio de Evanston, próximo ao campus principal da Northwestern University. Em 2019, o Colectivo abriu seu 21º local em Wicker Park.
Em 2021, os trabalhadores do Colectivo se sindicalizaram, para desgosto dos proprietários. Em maio de 2022, o NLRB emitiu uma decisão final, determinando que os funcionários haviam de fato vencido a eleição e poderiam iniciar negociações de contrato com a gerência.